# 유종호 (평론가)
유종호(柳宗鎬, 1935년 10월 25일 ~ )는 대한민국의 문학평론가이다.

## 생애
충북 충주에서 태어났다. 서울대 영문과를 졸업하고 청주교대 교수를 지냈다. 1950년대 후반기에 <문학예술>지를 통해 문단에 등장하여 건실한 비평방법과 이론으로 <언어의 유곡(幽谷)>, <산문정신고>, <현대시의 50년>, <토착어의 인간상> 등 많은 평론을 발표했다. 1958년 제4회 현대문학상 신인상을 받았고, 1962년 평론집 <비순수의 선언>을 발간했다.
1998년에 대한민국예술원 회원이 되었고, 2013년부터 2015년까지 제36대 회장을 지냈다.